# Латвия на летних Олимпийских играх 2012
Латвия на летних Олимпийских играх 2012 была представлена 46 спортсменами в двенадцати видах спорта. Трое судей представляли Латвию: Олег Латышев — в баскетболе, Галина Марьина — в художественной гимнастике, Артур Мицкевич — в спортивной гимнастике.